# جورج روبرت برودبنت
جورج روبرت برودبنت (بالإنجليزية: George Robert Broadbent)‏ هو دراج أسترالي، ولد في 3 نوفمبر 1863، وتوفي في 28 أكتوبر 1947.